# نشاطات وكالة المخابرات المركزية في السودان
السودان لديه صراع في منطقة دارفور بغرب السودان حيث كانت حكومة الخرطوم في الماضي ملاذاً للإرهابيين الإسلاميين، ولكن وفقاً لتقرير لجنة الحادي عشر من سبتمبر ،  أن السودان قد تخلت عن دعم تنظيم القاعدة وتعاونت مع الولايات المتحدة ضد هذه الجماعات بينما تورط نفسها في الوقت ذاته في انتهاكات حقوق الإنسان في دارفور. هناك أيضًا قضايا عابرة للحدود بين تشاد ودارفور، وبدرجة أقل ، مع جمهورية إفريقيا الوسطى .
"هذه الصراعات أدت إلى تحالفات غريبة مع الولايات المتحدة حيث انه منذ استضافة أسامة بن لادن كانت الحركة الإسلامية السودانية قد انقسمت، حيث يخوض الفصيلان المنقسمان الآن حربا بالوكالة في دارفور. في التسعينيات ، رفضت الولايات المتحدة كل مبادرة قدمها السودانيون للتعاون في قضايا مكافحة الإرهاب ، بما في ذلك عرض تسليم أسامة بن لادن. إن رغبة الحكومة السودانية في تبادل معلوماتها الاستخبارية الوفيرة عن تنظيم القاعدة قد أعطتها الآن بعض الحصانة من المسؤولية عن الفظائع في دارفور.
"بدأت اتصالات وثيقة بين وكالة المخابرات المركزية و مدير المخابرات السوداني اللواء صلاح قوش ، الذي أيضا تم تحديده في الكونغرس بمثابة مشتبه كمجرم حرب وتحوم الشبهات عن مشاركته في حروب دارفور. في إشارة إلى تنامي التعاون ، تم الإفراج عن العديد من السجناء السودانيين في خليج جوانتانامو للسلطات السودانية. إلى جانب تبادل المعلومات الاستخباراتية ، تحرص الولايات المتحدة أيضًا على حماية اتفاقية السلام التي ستنهي الحرب الأهلية بين الشمال والجنوب وتطلق احتياطيات هائلة جديدة من النفط في السوق. 
"على نطاق واسع ينظر إلى إقليم السودان الغربي في الخرطوم على أنه ميدان معركة بالوكالة لاستمرار الصراع من قبل الرئيس البشير وأجهزته الأمنية ضد الإسلاميين أتباع حسن الترابي. والواقع أن الرعب الذي نزل على دارفور يكشف عن سخرية مروعة من جانب الحكومة وحزب المعارضة الرئيسي. لقد وقعت الفظائع التي ارتكبتها ميليشيات الجنجويد المدعومة من الحكومة تحت غطاء المفاوضات لإنهاء الحرب في جنوب السودان ، والتي لا يرغب أي طرف (خاصة الولايات المتحدة بعد استثماراتها الدبلوماسية الكبيرة) في إفشالها. لقد أدت العلاقة المتنامية بين وكالة المخابرات المركزية وقادة الأمن السودانيين (الذين تم تسمية بعضهم في الكونجرس كمشتبه بهم في جرائم حرب في دارفور) بشكل فعال إلى تهميش التدخل الأمريكي في دارفور .
"إن الحكومة السودانية لديها قوة عسكرية كبيرة تمكنها من إعادة الاستقرار في دارفور ، لكنها مترددة بشكل مفهوم في تحويل مواردها من الجنوب إلى أن تكتمل عملية السلام هناك. وقد قوبلت عروض المساعدة في مجال حفظ السلام من الجيش الشعبي بتهم المساعدة العسكرية للجيش الشعبي لتحرير السودان للمتمردين في دارفور. إن إستراتيجية قوات الأمن السودانية في دارفور تتبع النمط الذي ترسخ في حرب الجنوب. يقسم المعارضة من خلال الرشوة والتهاب الاختلافات العرقية أو القبلية أثناء تسليح الميليشيات الموالية للحكومة. يؤدي موت السكان أو نزوحهم الناتج في النهاية إلى عزل وحدات المتمردين عن مصادر الدعم.